# Tullahoma
Tullahoma is een plaats (city) in de Amerikaanse staat Tennessee en valt bestuurlijk gezien onder Coffee County en Franklin County.

## Demografie
Bij de volkstelling in 2000 werd het aantal inwoners vastgesteld op 17.994.
In 2006 is het aantal inwoners door het United States Census Bureau geschat op 18.913, een stijging van 919 (5.1%).

## Geografie
Volgens het United States Census Bureau beslaat de plaats een oppervlakte van
57,9 km², waarvan 57,6 km² land en 0,3 km² water. Tullahoma ligt op ongeveer 323 m boven zeeniveau.

## Plaatsen in de nabije omgeving
De onderstaande figuur toont nabijgelegen plaatsen in een straal van 24 km rond Tullahoma.

## Geboren
- Ally Walker (1961), actrice